# Hereford (Oregon)
Hereford az Amerikai Egyesült Államok északnyugati részén, Oregon állam Baker megyéjében, az Oregon Route 245 mentén elhelyezkedő önkormányzat nélküli település.
Névadója egy 19. századi Hereford marha. A posta 1887. március 7-étől működött.

## Fordítás
- Ez a szócikk részben vagy egészben  a   Hereford, Oregon című angol Wikipédia-szócikk ezen változatának fordításán alapul.  Az eredeti cikk szerkesztőit annak laptörténete sorolja fel. Ez a jelzés csupán a megfogalmazás eredetét és a szerzői jogokat jelzi, nem szolgál a cikkben szereplő információk forrásmegjelöléseként.